# Uno Grönkvist

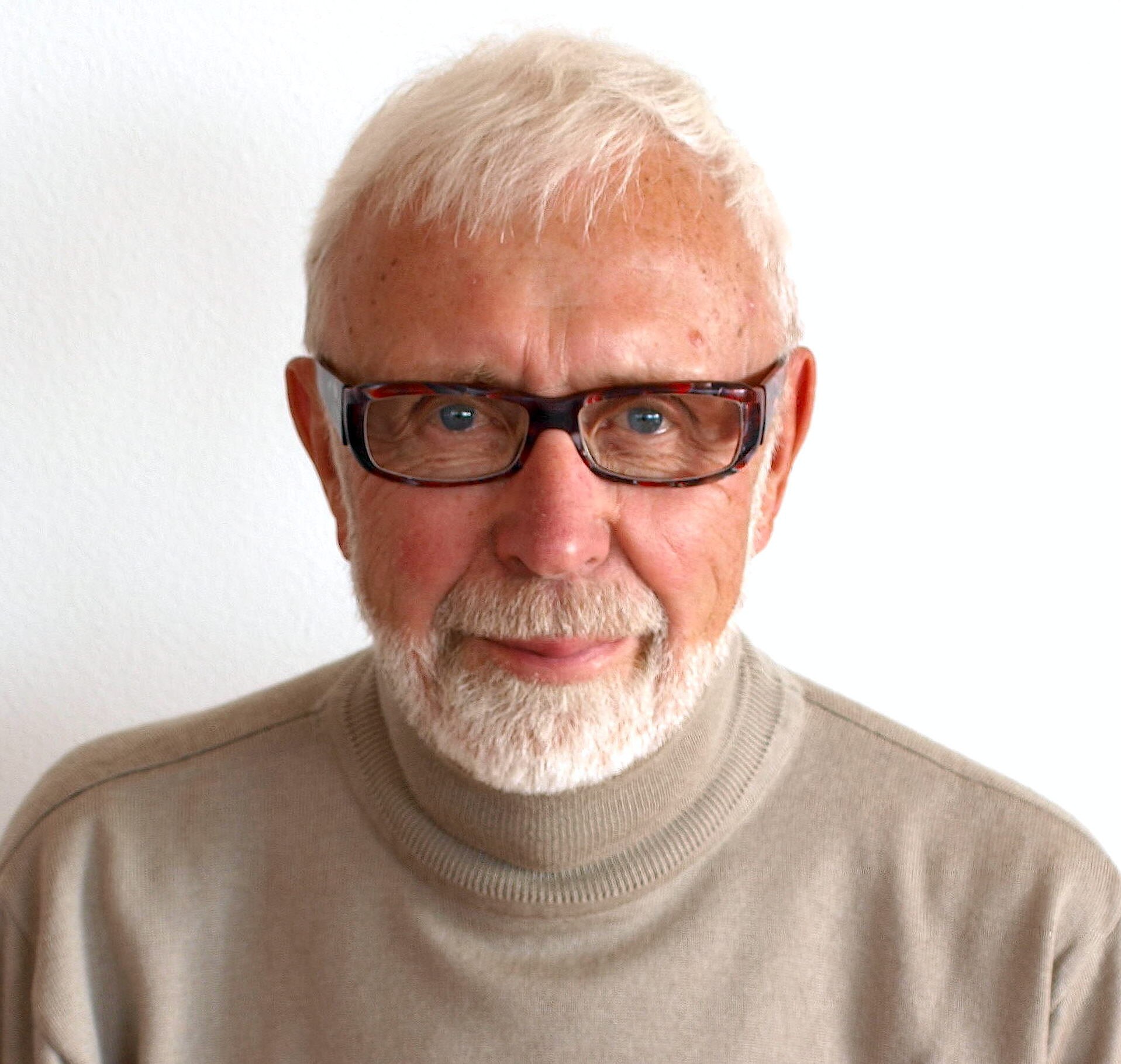
Uno Grönkvist (foto från 2015).

Uno Grönkvist, född 1934 i Mariannelund, är en svensk författare, journalist, kommunikatör och globetrotter.

## Biografi
Uno Grönkvist växte upp i Småland men har större delen av sitt liv varit bosatt i Stockholm med undantag för 1963–1965 då han var verksam i New York. Sedan 2008 är han bosatt i Halmstad. Hans journalistbana inleddes 1953 på Hallpressen, varpå följde anställningar på Motala Tidning, Foto, TT, Folket i Bild, Utflykt och Svensk Idrott. 1960–1961 var han anställd på Svenska Amerika Liniens M/S Kungsholm och verkade samtidigt som frilansjournalist.
1963 inledde han sin karriär som kommunikatör efter att tidigare provat på yrket 1959 på Public Relations AB. Han blev då PR-chef för Swedish National Travel Office i New York. Vid hemkomsten 1965 blev han informationschef på Svenska Turisttrafikförbundet och hade sedan liknande befattningar på Röda Korset, Luftfartsverket, ASSI och Riksidrottsförbundet. 1986 utsågs han till informationsdirektör på Televerket och hans sista anställning var som Senior Vice President på Telia fram till 1996 då han startade företaget Adviser Unlimited inriktat på publicistisk verksamhet. 1983–1984 var han ledamot av Betal-TV-utredningen Han har varit Skandinavienkorrespondent för European Sponsorship Newsletter och är sedan 2006 krönikör på Sport & Affärer.
Under Röda Korsåren verkade Uno Grönkvist även som internationell RK-delegat, upplevde krig i Biafra (numera Nigeria), Uganda och Mellersta östern samt gjorde omfattande resor i tredje världen. Hans intresse för internationella frågor intensifierades och han kom under 2000-talet att inrikta sig på böcker om resor, kryssningar och safari vilket krävt omfattande research i alla delar av världen. Han har hittills besökt cirka 175 länder.
1985 skrev Uno Grönkvist den första svenska boken om sponsring. Den kom att följas av ytterligare tre, och han har därefter fått uppdrag som gästföreläsare i ämnet på universitet, högskolor och inom näringslivet (även utomlands). 1989–1993 var han ordförande för Svenska sponsringsföreningen. Han har också haft ideella uppdrag inom Amnesty International, Röda Korset, Factu, Sveriges Public Relations förening, Svenska fotbollförbundet, Svenska volleybollförbundet och SPF Seniorerna.

## Familj
Uno Grönkvist är son till bibliotekarie Axel Grönkvist och Margit (född Sundberg). Han är sedan 1989 gift med Rita Jörgensen Grönkvist, arkitekt SIR/MSA och före detta byggnadsråd på Byggnadsstyrelsen och kansliråd på Regeringskansliet.

## Priser och utmärkelser
- Award of Excellence BAIE Home Journal Competition 1975.
- Spons-Ringen Grand Prix 1995.
- Hollis Award for the most effective use of sponsorship 1996.